# Stephen Cottrell
Stephen Geoffrey Cottrell (ur. 31 sierpnia 1958 w Leigh-on-Sea) – brytyjski duchowny anglikański, od 2004 do 2010 biskup pomocniczy Oksfordu, w latach 2010–2020 biskup Chelmsford, od 2020 arcybiskup metropolita Yorku i prymas Anglii. Od 2014 członek Izby Lordów.

## Historia
Kształcił się w Belfairs High School w Leigh-on-Sea i na Polytechnic of Central London. Przez krótki czas pracował w przemyśle filmowym i w londyńskim St Christopher’s Hospice. W 1981 rozpoczął studia na anglikańskiej uczelni St Stephen's House w Oksfordzie, w wieku 25 lat wyświęcony na diakona. Uzyskał tytuł naukowy Master of Arts na St Mellitus College.
W latach 80. posługiwał przy parafii Chrystusa i św. Pawła w Forest Hill, a w latach 1988–1993 – parafii św. Wilfryda w Chichesterze, jednocześnie będąc wicedyrektorem ds. studiów pastoralnych na Chichester Theological College. Następnie objął funkcje misjonarza diecezjalnego oraz kapelana biskupiego ds. ewangelizacji w diecezji Wakefield. W 1998 został członkiem zespołu Springboard zajmującego się ewangelizacją. W 2001 mianowany kanonikiem kapituły katedralnej w Peterborough.
6 stycznia 2004 nominowany na urząd biskupa pomocniczego Oksfordu z tytułem biskupa Reading. Święcenia biskupie przyjął 4 maja 2004 z rąk arcybiskupa Rowana Williamsa w katedrze św. Pawła w Londynie. 
22 marca 2010 ogłoszony biskupem diecezji Chelmsford, urząd objął 6 października 2010, a 27 listopada 2010 odbył ingres do katedry w Chelmsford. 25 marca 2014 wprowadzony do Izby Lordów jako jeden z lordów duchownych.
W grudniu 2019 ogłoszony następcą abpa Johna Sentamu jako arcybiskup Yorku i prymas Anglii. 11 czerwca 2020 jego nominacja przez królową Elżbietę II została formalnie zatwierdzona przez kapitułę katedralną w Yorku. W niedzielę, 18 października 2020, odbył ingres do York Minster.
W 2023 arcybiskup określił tekst modlitwy Ojcze nasz jako problematyczny ze względu na jego patriarchalny wydźwięk. Jego wypowiedź spotkała się z aprobatą m.in. walijskiej posłanki Partii Pracy Christiny Rees, lecz została skrytykowana przez środowiska konserwatywne, które podkreśliły biblijną genezę słów modlitwy.
7 stycznia 2025 tymczasowo objął funkcję duchowego przywódcy Kościoła Anglii po rezygnacji arcybiskupa Canterbury Justina Welby’ego.

## Życie prywatne
Ma żonę Rebeccę i trzech synów.